# Ocidental (Gana)
Ocidental é uma região de Gana. Sua capital é a cidade de Sekondi-Takoradi.

## Distritos
- Ahanta do Oeste
- Aowin/Suaman
- Bia District
- Bibiani/Anhwiaso/Bekwai
- Jomoro
- Juabeso
- Mpohor/Wassa do Leste
- Nzema East
- Sefwi-Wiawso
- Shama Ahanta do Leste Metropolitano
- Wasa Amenfi do Leste
- Wasa Amenfi do Oeste
- Wassa do Oeste

## Demografia
| 1960    | 1970    | 1984      | 2000      | 2010      |
| 626.155 | 770.087 | 1.157.807 | 1.924.577 | 2.376.021 |